# 三上真司
三上真司（日语：／ Mikami Shinji，1965年8月11日—），日本電子遊戲製作人、遊戲設計師和遊戲監督，出生於山口縣岩國市，代表的電視遊戲作品是PlayStation的《惡靈古堡系列》，被外界稱為「惡靈古堡之父」和「恐怖遊戲之父」。

## 經歷

### 剛進入卡普空的時期
三上真司在日本同志社大學商學部研修就讀，在大學時專注於中國拳術。在1990年大學畢業後在卡普空公司工作，先後開發《阿拉丁》、《果菲与马克斯-海贼岛的大冒险》等等的遊戲。

### 創造惡靈古堡系列時期
1996年三上真司帶領的卡普空第四開發部創造了第三人稱視點的《生化危机》，於PlayStation上推出的《生化危机》得到巨大成功，成為PlayStation1第一個突破一百萬銷售量的電視遊戲作品。

### 創造更多系列
三上真司從生化危機系列中，創造了另類的生存恐怖遊戲《恐龍危機》及動作冒險遊戲《鬼泣》、《鬼武者》等系列。

### 三上的GameCube年代
《生化危机4》最初是為了PlayStation 2平台開發的續作系列，但開發一年後三上真司認為PlayStation 2的畫面不能到達他的要求，於是停止PS2版本的工作，就宣佈以後生化危机的遊戲只會在GameCube上發售，並且和任天堂的宮本茂達成獨佔的共識。《生化危机》（復刻版）、《生化危机0》及《生化危机4》一連串GameCube獨佔遊戲都證明了三上真司的堅持。可惜到了最後因為《生化危机0》及GameCube主機銷售量同樣不到公司預期，也就是說沒有大賣，三上真司被傳聞被降職，最後卡普空高層與股東開會，決定將生化危机4移植到PlayStation 2上，破壞了跟任天堂的共識。遊戲發表後，三上真司也辭掉卡普空的工作。

### 離職和新發展
2004年7月1日三上真司已經被降職到卡普空全資擁有的子公司Clover Studio工作，擔任《神之手》的製作。經過遊戲《生化危机4》事件之後，三上真司在2005年11月離開了母公司卡普空的工作，以自由身的情況下繼續為Clover Studio完成手上的作品。其後三上真司便與稻葉敦志、神谷英樹三人組成新的獨立工作室「SEEDS株式會社」，SEEDS株式會社2007年10月與三並達也設立的有限會社ODD合併為「白金工作室」，SEEDS希望合并重组后的新公司能够不断推陈出新，开发出更多叫好又叫座的白金级游戏作品。经过约两年多的沉寂，白金工作室终于对外发表他们开发的全新作品。美国当地时间2008年5月14日，白金工作室公司与世嘉公司联合召开新闻发布会，会上宣布两公司从此建立合作伙伴关系，今后白金工作室开发的游戏作品将由SEGA公司负责发行，同时发表4款由白金工作室开发的全新游戏作品。这四款游戏作品分别为Wii新作《疯狂世界》、X360新作《猎天使魔女》、NDS新作《无限航路》，以及三上本人担当制作人的《完全征服》（Vanquish）。三上真司在2010年完成《完全征服》遊戲開發後，因就著需要更大製作自主權而離開了白金工作室。

### 自立门户
2010年3月1日，三上真司在东京成立游戏工作室Tango（株式会社Tango）。2011年6月制作由艺电发行与须田刚一共同开发的《暗影诅咒》（Shadows of the Damned）。
2010年10月，株式會社Tango被美國媒體公司ZeniMax Media收购，新公司名为探戈遊戲工作室（Tango Gameworks）。
2012年4月，探戈遊戲工作室公佈恐怖生存类（AVG）开发代号为「Zwei」的新作。2013年4月，释出首个真人预告并公布游戏名称《恶灵附身》。
2023年2月，有报道称贝赛斯达内部邮件确认三上真司将在一段时间后从探戈游戏工作室离职。。之後貝賽斯達也在2月23日在官方推特上發表聲明，證實三上本人接下來會離開探戈遊戲工作室。
2024年3月，草蜢工作室公布了《暗影诅咒》高清复刻版，在其官网上透露了三上真司已经组建了新的游戏工作室：“神威 / KAMUY”。

## 任職公司
- Capcom（1990－2004）年
- Clover Studio（2004－2005）年
- SEEDS（2007）年
- 白金工作室（2007－2010）年
- 探戈遊戲工作室（2010－2023）年
- KAMUY（2024－至今）年

## 逸聞
他不喜歡被人稱呼為「生化危機之父」（バイオハザードの生みの親）。
在早年他在卡普空時期的大砲性格使他悄悄被卡普空高層盯上，他曾在公共場合說道：「PS2和《王國之心》這樣品質糟糕的東西能夠大賣，日本人的腦子真的是有點問題……」，在當時卡普空本想重新調整和任天堂的合作協議，挽回銷量上的敗局。索尼也在暗中與卡普空協調跨平台事宜，甚至已經投入了大量的市場預算。沒想到三上真司再次誇下海口：「如果《生化危機4》登陸NGC以外的平台，我就切腹自尽」。
之後生化危機4順利移植PS2。在筹备Tango工作室时，三上為此在網站上發布了一款讓全球玩家砍他頭介错的FLASH小遊戲来宣传工作室以招揽人员，算是實現當時的「承諾」。

## 相关作品
| 作品名称                             | 年份 | 担任职务         |
| ------------------------------------ | ---- | ---------------- |
| Capcom Quiz: Hatena大冒險 (Game Boy) | 1990 | 策划             |
| 谁陷害了兔子罗杰 (Game Boy)          | 1991 | 策划             |
| Super Lap （项目取消）               | 1992 | 策划             |
| 高飞家族                             | 1993 | 设计师           |
| 阿拉丁 (SNES)                        | 1993 | 策划             |
| 生化危机 (1996年游戏)                | 1996 | 总监             |
| 生化危机2                            | 1998 | 製作人           |
| 恐龙危机                             | 1999 | 总监、编剧       |
| 生化危机3：复仇女神                  | 1999 | 製作人           |
| 生化危机 代号：维罗妮卡              | 2000 | 製作人           |
| 恐龙危机2                            | 2000 | 执行製作人       |
| 鬼武者                               | 2001 | 顾问             |
| 生化危机外传                         | 2001 | 顾问             |
| 鬼泣                                 | 2001 | 执行製作人       |
| 逆转裁判                             | 2001 | 执行製作人       |
| 枪下游魂2 生化危机 代号：维罗妮卡    | 2001 | 监制             |
| 生化危机 重製版                      | 2002 | 总监             |
| 铁骑                                 | 2002 | 总製作人         |
| 生化危机0                            | 2002 | 执行顾问         |
| 逆转裁判2                            | 2003 | 执行製作人       |
| P.N.03                               | 2003 | 编剧             |
| 红侠乔伊                             | 2003 | 执行製作人       |
| 恐龙危机3                            | 2003 | 执行製作人       |
| 生化危机 逃出生天                    | 2003 | 设计师           |
| 逆转裁判3                            | 2004 | 执行製作人       |
| 杀手7                                | 2005 | 製作人、合著人   |
| 生化危机4                            | 2005 | 总监、编剧       |
| 神之手                               | 2006 | 总监             |
| 征服                                 | 2010 | 总监             |
| 诅咒暗影                             | 2011 | 执行制作人       |
| 恶灵附身                             | 2014 | 总监             |
| 辐射4                                | 2015 | “高桥”的日文声优 |
| 邪靈入侵2                            | 2017 | 执行制作人       |
| 鬼線：東京                           | 2022 | 制作人           |
| 完美音浪                             | 2023 | 製作人           |